# Rhamphomyia exigua
Rhamphomyia exigua är en tvåvingeart som beskrevs av Friedrich Hermann Loew 1862. Rhamphomyia exigua ingår i släktet Rhamphomyia och familjen dansflugor. Inga underarter finns listade i Catalogue of Life.